# Роберт Џордан
Роберт Џордан (енгл. Robert Jordan), право име Џејмс Оливер Ригни млађи (енгл. James Oliver Rigney, Jr.; Чарлстон, 17. октобар 1948 — Чарлстон, 16. септембар 2007) је био амерички писац. Познат је као аутор серијала Точак времена. Поред псеудонима Роберт Џордан, користио је и псеудониме Реган О'Нил (Reagan O'Neal), Џексон О'Рајли (Jackson O'Reilly) и Чанг Лунг (Chang Lung).

## Биографија
Сам је научио да чита у четвртој години, уз случајну помоћ свог дванаестогодишњег брата. Дипломац Цитаделе, Војног факултета Јужне Каролине, где је дипломирао физику. Био је белики љубитељ историје, а писао је и критике за позоришта и балет. Уживао је у спортовима на отвореном, као што су лов, риболов и једрење. Обожавао је покер, шах, билијар и сакупљање лула. Писао је од 1977.
Своју каријеру писца је започео 1981. првом књигом трилогије о Фелонима, а написао је и осам књига о Конану.

## „Точак времена“
Прославио се писањем серијала Точак Времена (The Wheel Of Time).

### Цитати из критика
„Снажан роман широке и сложене радње.“Locus
„Прочитао сам га за три дана и већ сам стао у ред чекајући наставак.“Interzone
„Величанствена сага херојске фантастике.“De Camp

### Сачуванаћаскања (chat)на интернету
- 12. децембра 2000. године, Си-ен-ен (CNN)
- 14. новембра 2000. године, Сај-фи (Sci-Fi) Архивирано на веб-сајту  (11. август 2007)
- 19. октобра 1998. године, Барнс и Нобл
- 11. новембра 1997. године, Барнс и Нобл